# Mattia Runggaldier
Mattia Runggaldier (ur. 3 maja 1992 w Bolzano) – włoski dwuboista klasyczny, dwukrotny medalista mistrzostw świata juniorów.

## Kariera
Po raz pierwszy na arenie międzynarodowej Mattia Runggaldier pojawił się 30 września 2006 roku w Oberstdorfie, kiedy zajął 65. miejsce w zawodach FIS Race metodą Gundersena. W lutym 2009 roku wystąpił na mistrzostwach świata juniorów w Štrbskim Plesie, zajmując między innymi piąte miejsce w sztafecie i dziesiąte w sprincie. Jeszcze trzykrotnie startował na imprezach tego cyklu, najlepsze wyniki osiągając podczas MŚJ w Erzurum w 2012 roku, gdzie wywalczył złoty medal w Gundersenie oraz srebrny w sztafecie. W Pucharze Świata zadebiutował 10 stycznia 2009 roku w Val di Fiemme, zajmując 48. miejsce w starcie masowym. Nigdy w karierze nie zdobył pucharowych punktów.
Jego siostra, Elena Runggaldier, była skoczkinią narciarską.

## Osiągnięcia

### Mistrzostwa świata
| Miejsce | Dzień     | Rok  | Miejscowość | Konkurencja           | Wynik zwycięzcy | Strata      | Zwycięzca |
| ------- | --------- | ---- | ----------- | --------------------- | --------------- | ----------- | --------- |
| 9.      | 28 lutego | 2011 | Oslo        | Sztafeta HS106/4x5 km | 48:07,8 min     | +3:51,4 min | Austria   |

### Mistrzostwa świata juniorów
| Miejsce | Dzień       | Rok  | Miejscowość   | Konkurencja           | Wynik zwycięzcy | Strata      | Zwycięzca           |
| ------- | ----------- | ---- | ------------- | --------------------- | --------------- | ----------- | ------------------- |
| 10.     | 5 lutego    | 2009 | Štrbské Pleso | Sprint HS100/5 km     | 13:26,0 min     | +47,4 s     | Alessandro Pittin   |
| 5.      | 7 lutego    | 2009 | Štrbské Pleso | Sztafeta HS100/4x5 km | 53:17,3 min     | +1:58,1 min | Niemcy              |
| 21.     | 9 lutego    | 2009 | Štrbské Pleso | Gundersen HS100/10 km | 28:31,7 min     | +3:03,0 min | Alessandro Pittin   |
| 14.     | 27 stycznia | 2010 | Hinterzarten  | Gundersen HS106/5 km  | 12:55,4 min     | +56,2 s     | Junshirō Kobayashi  |
| 6.      | 31 stycznia | 2010 | Hinterzarten  | Sztafeta HS106/4x5 km | 53:00,1 min     | +2:53,9 min | Niemcy              |
| 14.     | 27 stycznia | 2011 | Otepää        | Gundersen HS100/10 km | 26:37,7 min     | +2:18,0 min | Johannes Rydzek     |
| 36.     | 29 stycznia | 2011 | Otepää        | Sprint HS100/5 km     | 12:44,5 min     | +3:05,2 min | Marjan Jelenko      |
| 1.      | 22 lutego   | 2012 | Erzurum       | Gundersen HS109/10 km | 26:50,8 min     | -           | -                   |
| 2.      | 24 lutego   | 2012 | Erzurum       | Sztafeta HS109/4x5 km | 51:16,9 min     | +14,1 s     | Austria             |
| 19.     | 25 lutego   | 2012 | Erzurum       | Sprint HS109/5 km     | 12:52,9 min     | +1:01,7 min | Øystein Granbu Lien |

### Puchar Świata

#### Miejsca w klasyfikacji generalnej
- sezon 2008/2009: niesklasyfikowany
- sezon 2009/2010: nie brał udziału
- sezon 2010/2011: nie brał udziału
- sezon 2011/2012: niesklasyfikowany
- sezon 2012/2013: niesklasyfikowany
- sezon 2013/2014: niesklasyfikowany
- sezon 2014/2015: niesklasyfikowany
- sezon 2015/2016: niesklasyfikowany
- sezon 2016/2017: niesklasyfikowany

#### Miejsca na podium chronologicznie
Jak dotąd zawodnik nie stał na podium indywidualnych zawodów PŚ.

### Puchar Kontynentalny

#### Miejsca w klasyfikacji generalnej
- sezon 2008/2009: 104.
- sezon 2009/2010: 112.
- sezon 2010/2011: niesklasyfikowany
- sezon 2011/2012: 27.
- sezon 2012/2013: 63.
- sezon 2013/2014: 74.
- sezon 2014/2015: 51.
- sezon 2015/2016: 70.
- sezon 2016/2017: 83.

#### Miejsca na podium chronologicznie
| Nr | Data         | Miejscowość | Konkurencja           | Wynik zwycięzcy | Pozycja | Strata  | Zwycięzca        |
| -- | ------------ | ----------- | --------------------- | --------------- | ------- | ------- | ---------------- |
| 1. | 4 marca 2012 | Predazzo    | Gundersen HS134/10 km | 28:40,2 min     | 2.      | +14,9 s | Geoffrey Lafarge |

### Letnie Grand Prix

#### Miejsca w klasyfikacji generalnej
- 2009: 30.

#### Miejsca na podium chronologicznie
Jak dotąd zawodnik nie stał na podium indywidualnych zawodów LGP.